# Elfriede Kaun

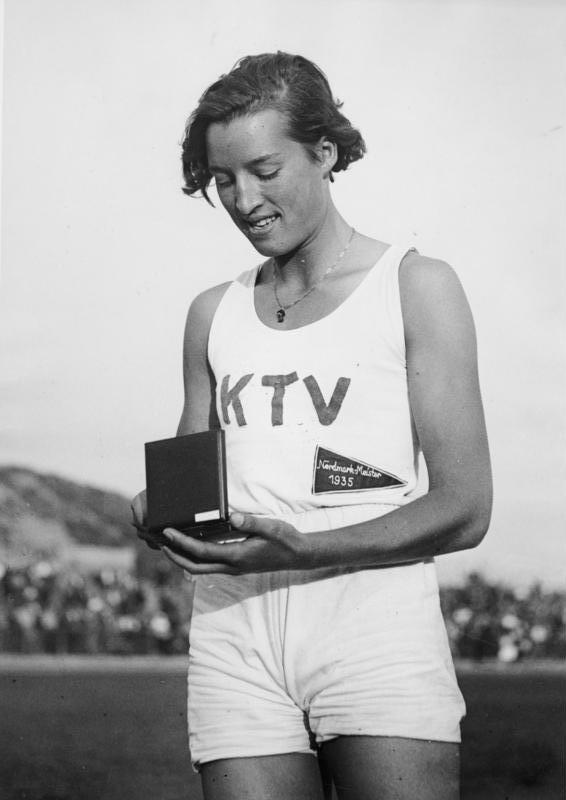
1935: Elfriede Kaun gewinnt im Hochsprung bei den deutschen Leichtathletik-Meisterschaften auf dem SCC-Platz in Berlin

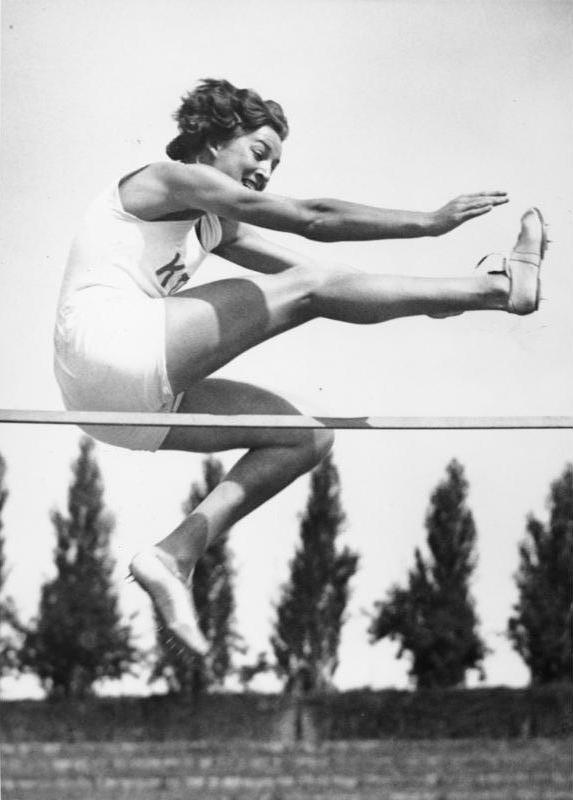
Elfriede Kaun 1936, fotografiert von Max Schirner.

Elfriede Rahn-Kaun (* 5. Oktober 1914 in Büttel (Elbe); † 5. März 2008 in Kiel) war eine deutsche Leichtathletin. Bei den Olympischen Spielen 1936 in Berlin gewann sie die Bronzemedaille im Hochsprung.

## Leben
Kaun, jüngstes von vier Kindern, kam 1921 mit ihrer Familie aus dem niederelbischen Büttel nach Kiel, wo der Vater eine Arbeit als Kranführer bei der ehemals kaiserlichen Werft gefunden hatte. Elfriede Kaun besuchte ab 1921 die Volksschule, dann die Mittelschule. 1930 begann sie eine zweijährige Ausbildung zur Kinderpflegerin, die sie 1932 erfolgreich abschloss und alsbald eine Anstellung in einem Kieler Kindergarten fand.
1933 trat sie dem Kieler Turn-Verein bei, wo sie sich zunächst im Geländelauf und im Weitsprung versuchte. Da es ihr an Schnelligkeit fehlte, kam sie endlich zum Hochsprung. Bereits 1934 wurde sie in dieser Disziplin Meisterin im Sportgau Nordmark, Zweite bei den IV. Deutschen Kampfspielen in Nürnberg im Juli 1934, Fünfte bei den Frauen-Weltspielen in London im August 1934 und Siegerin im Leichtathletik-Länderkampf gegen Japan mit 1,56 m. Am 22. Juli 1935 steigerte Kaun in Wuppertal den deutschen Rekord um einen Zentimeter auf 1,60 m. Im selben Jahr gewann sie bei den Deutschen Meisterschaften und dem Länderkampf gegen Polen. Bei den Olympischen Spielen 1936 übersprang sie wie ihre Konkurrentinnen Ibolya Csák aus Ungarn und Dorothy Odam aus Großbritannien wiederum 1,60 m, erreichte im Stechen aber lediglich die Bronzemedaille. Zu ihrem Verhältnis zu der Hochspringerin Gretel Bergmann, die als Jüdin zwar Teil des deutschen Olympiakaders war, nicht aber bei den Spielen starten durfte, hat sie ein umfangreiches Interview gegeben.
Elfriede Kaun wirkte auch in Leni Riefenstahls erstem Olympiafilm mit. Aufgrund ihrer sportlichen Erfolge wurde ihr 1936 eine Position im Sportamt der Stadt Kiel angeboten und eine Fortbildung zur Kindergärtnerin ermöglicht. Nach Ausbruch des Zweiten Weltkriegs musste sie ihre  sportlichen Ambitionen nach und nach aufgeben. Jetzt bemühte sie sich um eine Arbeitsstelle als Erzieherin in Berlin, wo sie ab 1943 auch als Kindergärtnerin arbeitete. Im selben Jahr heiratete sie den Grafiker Heinz Rahn, den sie noch in Kiel kennengelernt hatte. Aus der Verbindung ging der Sohn Kai Rahn (1946–1992) hervor, die Ehe wurde 1964 geschieden.
Im Rahmen der Evakuierung Berlins kam Elfriede Rahn gegen Kriegsende mit einer Gruppe von Kindern nach Timmendorfer Strand, wo sie im Ortsteil Niendorf bis 1948 einen Kindergarten leitete. 1952 erhielt Elfriede Rahn mit Hilfe Georg von Opels eine Beschäftigung bei der Deutschen Olympischen Gesellschaft. Zwischen 1952 und 1954 wohnte sie mit ihrem Sohn in Stuttgart, kehrte dann aber wieder nach Kiel zurück. Zwischen 1964 und 1972 arbeitete Elfriede Rahn-Kaun, wie sie sich seit der Scheidung nannte, in einem Timmendorfer Saunabad. Als ihr diese Stelle gekündigt wurde, lebte sie als Gesellschafterin bei Edda-Charlotte von Anhalt (1905–1986), der Witwe des letzten Herzogs von Anhalt, in Garmisch-Partenkirchen.
Nach Elfriede Kaun ist ein Ehrenpreis des Ausschusses Frauen im Landessportverband Schleswig-Holstein benannt, der alle zwei Jahre verliehen wird und seit 2015 „Elfriede-Kaun-Preis für Gleichstellung“ heißt. Mit ihr starb die letzte noch lebende deutsche Medaillengewinnerin der Olympischen Spiele von 1936.

## Sportliche Erfolge

### Olympische Spiele
- 1936: Bronzemedaille

### Deutsche Meisterschaften
- 1934: Deutsche Vizemeisterin
- 1935: Deutsche Meisterin
- 1936: Deutsche Meisterin
- 1937: Deutsche Meisterin
- 1939: Deutsche Vizemeisterin